# Vevring
Vevring is een plaats in de Noorse gemeente Sunnfjord in de provincie Vestland. Het dorp Vevring was tot 1964 bestuurscentrum van de gelijknamige gemeente. De gemeente werd in dat jaar opgeheven en verdeeld over de gemeenten Askvoll, Flora en Naustdal. Het dorp werd deel van Naustdal. In 2020 ging de gehele voormalige gemeente op in Sunnfjord.